# Matteo Santangelo
| 29829 Engels        | 14 marzo 1999     |
| 36061 Haldane       | 11 settembre 1999 |
| 36182 Montigiani    | 10 ottobre 1999   |
| (40254) 1999 BB26   | 21 gennaio 1999   |
| 47162 Chicomendez   | 2 ottobre 1999    |
| 49481 Gisellarubini | 24 gennaio 1999   |
| 59388 Monod         | 24 marzo 1999     |
| 59390 Habermas      | 24 marzo 1999     |
| 60183 Falcone       | 5 novembre 1999   |
| (62744) 2000 UX1    | 20 ottobre 2000   |
| 70418 Kholopov      | 17 settembre 1999 |
| 96623 Leani         | 14 marzo 1999     |
| (101588) 1999 BH12  | 24 gennaio 1999   |
| (101753) 1999 FT19  | 24 marzo 1999     |
| (129880) 1999 SX4   | 28 settembre 1999 |
| (134510) 1999 FT21  | 24 marzo 1999     |
| (137303) 1999 SX9   | 23 settembre 1999 |
| (137633) 1999 WR2   | 26 novembre 1999  |
| (173262) 1999 RD176 | 15 settembre 1999 |
| (243624) 1999 RF37  | 12 settembre 1999 |
| (246934) 1999 PL    | 6 agosto 1999     |

Matteo Santangelo (...) è un astronomo italiano.
Il Minor Planet Center gli accredita la scoperta di ventuno asteroidi, effettuate tra il 1999 e il 2000, di cui in parte con Sauro Donati e G. Cavalletti.
Ha inoltre scoperto le supernovae SN 2000bi e SN 2000dl..